# Jurij Tkačuk
Jurij Jurijovyč Tkačuk (in ucraino Юрій Юрійович Ткачук?; traslitterazione anglosassone: Yuriy Yuriyovych Tkachuk; Charkiv, 18 aprile 1995) è un calciatore ucraino, centrocampista del Warta Poznań.

## Carriera

### Nazionale
Ha giocato nelle nazionali giovanili ucraine Under-16, Under-17, Under-18 ed Under-19.
Nel 2015 ha preso parte al Mondiale Under-20 in Nuova Zelanda, entrando nel secondo tempo delle gare vinte nella fase a gironi contro la Birmania (6-0) e gli Stati Uniti (3-0) L'Ucraina è poi uscita agli ottavi di finale, sconfitta dal Senegal 4-2 d.c.r., con i 120 minuti terminati sull'1-1.

## Statistiche

### Presenze e reti nei club
Statistiche aggiornate al 5 marzo 2016.
| Stagione        | Squadra           | Campionato      | Campionato | Campionato | Coppe nazionali | Coppe nazionali | Coppe nazionali | Coppe continentali | Coppe continentali | Coppe continentali | Altre coppe | Altre coppe | Altre coppe | Totale | Totale |
| Stagione        | Squadra           | Comp            | Pres       | Reti       | Comp            | Pres            | Reti            | Comp               | Pres               | Reti               | Comp        | Pres        | Reti        | Pres   | Reti   |
| --------------- | ----------------- | --------------- | ---------- | ---------- | --------------- | --------------- | --------------- | ------------------ | ------------------ | ------------------ | ----------- | ----------- | ----------- | ------ | ------ |
| 2013-2014       | Metalist          | PL              | 1          | 0          | KU              | 0               | 0               | UCL                | 0                  | 0                  | -           | -           | -           | 1      | 0      |
| 2014-2015       | Metalist          | PL              | 3          | 0          | KU              | 3               | 0               | UEL                | 2                  | 0                  | -           | -           | -           | 8      | 0      |
| 2015-mar. 2016  | Metalist          | PL              | 3          | 0          | KU              | 0               | 0               | -                  | -                  | -                  | -           | -           | -           | 3      | 0      |
| mar. 2016       | Atlético Madrid B | TD              | 0          | 0          | -               | -               | -               | -                  | -                  | -                  | -           | -           | -           | 0      | 0      |
| Totale carriera | Totale carriera   | Totale carriera | 7          | 0          |                 | 3               | 0               |                    | 2                  | 0                  |             | -           | -           | 12     | 0      |

## Palmarès

### Club

#### Competizioni nazionali
- Supercoppa di Estonia: 1

Levadia Tallinn: 2018